# 토미 켈리
토미 켈리(Tommy Kelly)로 알려진 토머스 프랜시스 켈리(Thomas Francis Kelly, 1925년 4월 6일 ~ 2016년 1월 26일)는 미국의 아역 배우였다. 마크 트웨인의 동명 소설을 원작으로 한 1938년 톰 소여의 모험 (1938년 영화)에서 타이틀 역할을 맡았다.

## 출연 작품

### 영화
- 톰 소여의 모험 (1938년 영화)
- 바람과 함께 사라지다 (영화)
- 배틀그라운드 (영화)